# Centrodraco
Centrodraco là một chi cá biển thuộc họ Draconettidae. Những loài trong chi này có phạm vi phân bố ở Đại Tây Dương, Ấn Độ Dương và Thái Bình Dương.

## Từ nguyên
Centrodraco: Từ tiếng Hy Lạp κέντρον (kéntron) = ngòi, vòi + tiếng Latinh dracō (từ tiếng Hy Lạp δράκων (drákōn)) = rồng.

## Các loài
Có 14 loài được ghi nhận trong chi này:
- Centrodraco abstractum R. Fricke, 2002 - Abstract slope dragonet. Khu vực phân bố: Tây Trung Thái Bình Dương.
- Centrodraco acanthopoma (Regan, 1904) - North Atlantic slope dragonet. Khu vực phân bố: Bắc Đại Tây Dương.
- Centrodraco atrifilum R. Fricke, 2010. Khu vực phân bố: Tây Thái Bình Dương.
- Centrodraco fidelis R. Fricke, 2015[6]. Khu vực phân bố: Tây nam Thái Bình Dương.
- Centrodraco gegonipus (Parin, 1982) - Sala y Gómez slope dragonet. Khu vực phân bố: Đông nam Thái Bình Dương.
- Centrodraco insolitus (McKay, 1971) - Western Australian slope dragonet. Khu vực phân bố: Đông Ấn Độ Dương.
- Centrodraco lineatus R. Fricke, 1992. Khu vực phân bố: Tây Ấn Độ Dương.
- Centrodraco nakaboi R. Fricke, 1992 - Nakabo’s slope dragonet. Khu vực phân bố: Thái Bình Dương.
- Centrodraco oregonus (Briggs & F. H. Berry, 1959) - Brazilian slope dragonet. Khu vực phân bố: Tây nam Đại Tây Dương.
- Centrodraco ornatus (Fourmanoir & Rivaton, 1979) - Ornate slope dragonet. Khu vực phân bố: Tây Thái Bình Dương.
- Centrodraco otohime Nakabo & Yamamoto, 1980. Khu vực phân bố: Tây bắc Thái Bình Dương.
- Centrodraco pseudoxenicus (Kamohara, 1952) - Japanese slope dragonet. Khu vực phân bố: Tây Thái Bình Dương.
- Centrodraco rubellus R. Fricke, Chave & Suzumoto, 1992. Khu vực phân bố: Thái Bình Dương.
- Centrodraco striatus (Parin, 1982) - Striped slope dragonet. Khu vực phân bố: Đông nam Thái Bình Dương.